# 咲-Saki-
《天才麻將少女》（日语：咲-Saki-），是小林立的麻将漫画作品。SQUARE ENIX的「YOUNG GANGAN」曾於2006年第4期至第6期短期登載，之後由2006年第12期起連載至今。

## 概要

### 咲-Saki-
- 以全國高中生麻雀大會冠軍為目標的清澄高中麻雀部，以及新進隊員咲的故事。故事是在麻雀作為一種智力競技項目，比現實世界更進一步滲透於一般大眾，且會舉行高中生及初中生競技麻雀的官方大會等的世界觀中進行。
- 在麻雀漫畫中鮮有地以萌系美少女作為主要角色，以主角宮永咲為首的登場角色們以超人能力比拼麻雀之餘，新手和上級者在摸牌打牌動作的不同、打出牌時牌列牌河的不同等等因角色而有不同，亦包含了這類細微的麻雀描寫。
- 作品中麻將牌譜由小林立自行編寫[1][2]。
- 縣預選編為止都是以長野縣為故事舞台，是自小林立的出道作品《奇想大作戰》以來第二個以長野縣為舞台的故事。

### 咲-Saki-阿知賀編 episode of side-A
- 由作畫的外傳在2011年8月12日至2013年3月的《月刊少年GANGAN》上連載[3][4]。《月刊BIG GANGAN》2020年Vol.4開始再連載。[5]
- 故事以原村和曾就讀過的奈良縣女校阿知賀女子學院為舞台，在電視中看到原村和在全國初中生麻雀大會中奪冠的高鴨穩乃等朋友，為了「想和原村和一起玩」而建立麻雀同好會，以物色隊員出戰全國高中生麻雀大會為目標。
- 以時間來劃分的話，故事最初以小學時代的高鴨穩乃、新子憧和原村和的認識開始，中學之後原村和轉校，在高中加入麻雀部參加縣預賽到全國賽。在高中加入麻雀部的部份開始和本編屬同時間進行，因此本編出現過的各校及各角色亦會在阿知賀編中登場。

### 咲日和
- 由木吉紗根據《天才麻將少女》的角色原案所绘制的官方衍伸四格漫畫《咲日和》，于2011年6月開始連載，與原作一樣刊登於雙周刊《月刊少年GANGAN》（2012年8月連載結束）；2011年10月起開始同時在月刊《月刊BIG GANGAN》上連載。故事以原作中出现的学校和角色为基础去改编，描述诸位麻将少女们欢乐又有趣的日常故事。
- 在本編第13卷中宣佈將在第14卷初回限定實裝版中附OAD。[6]

### 咲慕流年
- 2013年8月由作画的外传《咲慕流年》开始连载，以故事中的职业雀士聚会为开端，故事开篇10年前以白築慕为主角的雀士们童年故事。
- 故事以島根縣為舞台。
- 儘管中文常用譯名為「咲慕流年」，注意日語原作名稱未有像其他兩個外傳故事般在標題上帶有「咲」或「咲-Saki-」。

### 立-Ritz-
- 大和田秀樹的漫畫《渣和无用改革》單行本第3集收錄的惡搞短篇漫畫。

### 怜-Toki-
- 《BIG GANGAN》2016年Vol.7開始連載。
- 與《阿知賀編》以及《咲慕流年》不同的原案與設定，漫畫部分由擔任。
- 以在《阿知賀編》登場的千里山女子高校的為主角的故事。

### 染谷真子的雀荘料理
- 《YOUNG GANGAN》2019年Vol.12開始連載，繼怜-Toki-提供原案與設定，漫畫一樣由擔任。
- 以染谷真子為主角的料理漫畫，於雀荘「roof-top」煮各種料理展開其故事。

### 咲-Saki- re：KING'S TILE DRAW
- 《GANGAN ONLINE》2020年3月25日開始連載，作畫由極樂院櫻子擔任。KING'S TILE DRAW意為嶺上開花
- 與咲系列不同的是本作是平行世界，以咲本篇-長野篇作為新設定依據與世界構成，主角們與麻將部成員皆是男子高中生。

### 咲與Final Fantasy XIV
- 在上于2021年1月22日開始連載，作畫由木吉紗擔任。
- 紀念「咲-Saki-」於YOUNG GANGAN連載15周年，其連載正式開始，「咲-Saki-」所有角色進入人氣MMORPG「Final Fantasy XIV」中，並在這個遊戲裡開始玩麻將。

## 出版書籍
咲-Saki-
| 冊數 | 史克威爾艾尼克斯 | 史克威爾艾尼克斯                                                 | 玉皇朝         | 玉皇朝                 | 東立出版社     | 東立出版社             |
| 冊數 | 发售日期         | ISBN                                                             | 发售日期       | ISBN                   | 发售日期       | ISBN                   |
| ---- | ---------------- | ---------------------------------------------------------------- | -------------- | ---------------------- | -------------- | ---------------------- |
| 1    | 2006年12月25日   | ISBN 4-7575-1782-3                                               | 2007年11月17日 | ISBN 978-962-8977-21-5 | 2008年1月18日  | ISBN 978-986-10-0816-5 |
| 2    | 2007年5月25日    | ISBN 978-4-7575-2019-6                                           | 2007年12月28日 | ISBN 978-962-8977-72-7 | 2008年1月18日  | ISBN 978-986-10-0817-2 |
| 3    | 2007年11月24日   | ISBN 978-4-7575-2164-3                                           | 2008年1月30日  | ISBN 978-988-8001-02-6 | 2008年2月27日  | ISBN 978-986-10-1017-5 |
| 4    | 2008年6月25日    | ISBN 978-4-7575-2316-6                                           | 2008年10月24日 | ISBN 978-988-8012-18-3 | 2008年11月5日  | ISBN 978-986-10-2062-4 |
| 5    | 2009年3月25日    | ISBN 978-4-7575-2517-7                                           | 2009年6月11日  | ISBN 978-988-8034-25-3 | 2009年8月11日  | ISBN 978-986-10-3518-5 |
| 6    | 2009年7月25日    | ISBN 978-4-7575-2623-5                                           | 2009年10月29日 | ISBN 978-988-8035-65-6 | 2009年11月20日 | ISBN 978-986-10-4106-3 |
| 7    | 2010年4月24日    | ISBN 978-4-7575-2859-8                                           | 2010年7月30日  | ISBN 978-988-8048-77-9 | 2010年9月3日   | ISBN 978-986-10-5685-2 |
| 8    | 2011年6月25日    | ISBN 978-4-7575-3272-4                                           | 2011年8月2日   | ISBN 978-988-8127-43-6 | 2012年3月30日  | ISBN 978-986-10-8193-9 |
| 9    | 2012年3月24日    | ISBN 978-4-7575-3537-4                                           | 2012年7月6日   | ISBN 978-988-8168-07-1 | 2013年1月10日  | ISBN 978-986-10-9926-2 |
| 10   | 2012年6月25日    | ISBN 978-4-7575-3635-7                                           | 2012年12月     | ISBN 978-988-8169-22-1 | 2013年3月5日   | ISBN 978-986-317-441-7 |
| 11   | 2013年4月25日    | ISBN 978-4-7575-3934-1                                           | 2013年6月      | ISBN 978-988-8169-96-2 | 2013年10月15日 | ISBN 978-986-332-262-7 |
| 12   | 2013年12月25日   | ISBN 978-4-7575-4182-5                                           | 2014年5月      | ISBN 978-988-8302-06-2 | 2014年12月1日  | ISBN 978-986-348-033-4 |
| 13   | 2014年9月25日    | ISBN 978-4-7575-4422-2                                           | 2014年12月     | ISBN 978-988-8302-79-6 | 2015年10月2日  | ISBN 978-986-365-852-8 |
| 14   | 2015年7月25日    | ISBN 978-4-7575-4489-5 （初回限定特裝版） ISBN 978-4-7575-4490-1 | 2016年2月23日  | ISBN 978-988-8379-01-9 | 2016年10月5日  | ISBN 978-986-431-883-4 |
| 15   | 2016年3月25日    | ISBN 978-4-7575-4919-7                                           |                |                        | 2017年1月3日   | ISBN 978-986-348-312-0 |
| 16   | 2016年12月24日   | ISBN 978-4-7575-5193-0                                           |                |                        | 2018年2月23日  | ISBN 978-986-482-526-4 |
| 17   | 2017年11月25日   | ISBN 978-4-7575-5530-3                                           |                |                        | 2019年1月11日  | ISBN 978-957-260-185-3 |
| 18   | 2018年10月25日   | ISBN 978-4-7575-5889-2                                           |                |                        | 2020年8月21日  | ISBN 978-957-26-2129-5 |
| 19   | 2019年5月25日    | ISBN 978-4-7575-6133-5                                           |                |                        | 2021年1月7日   | ISBN 978-957-26-3465-3 |
| 20   | 2020年3月25日    | ISBN 978-4-7575-6570-8                                           |                |                        | 2022年6月16日  | ISBN 978-957-26-6739-2 |
| 21   | 2021年1月22日    | ISBN 978-4-7575-7046-7                                           |                |                        | 2023年12月4日  | ISBN 978-626-347-198-6 |
| 22   | 2021年11月25日   | ISBN 978-4-7575-7592-9                                           |                |                        |                |                        |
| 23   | 2022年9月24日    | ISBN 978-4-7575-8152-4                                           |                |                        |                |                        |
| 24   | 2023年7月25日    | ISBN 978-4-7575-8682-6                                           |                |                        |                |                        |
| 25   | 2024年5月24日    | ISBN 978-4-7575-9201-8                                           |                |                        |                |                        |
| 26   | 2025年4月24日    | ISBN 978-4-7575-9816-4                                           |                |                        |                |                        |

咲-Saki- 阿知賀篇 episode of side-A
小林立（原作）、五十嵐あぐり（作画）共8卷〈GANGAN COMICS〉
| 冊數 | 史克威爾艾尼克斯 | 史克威爾艾尼克斯       |
| 冊數 | 發售日期         | ISBN                   |
| ---- | ---------------- | ---------------------- |
| 1    | 2012年3月24日    | ISBN 978-4-7575-3535-0 |
| 2    | 2012年6月25日    | ISBN 978-4-7575-3636-4 |
| 3    | 2012年8月25日    | ISBN 978-4-7575-3709-5 |
| 4    | 2012年11月24日   | ISBN 978-4-7575-3809-2 |
| 5    | 2013年4月25日    | ISBN 978-4-7575-3911-2 |
| 6    | 2013年8月24日    | ISBN 978-4-7575-4052-1 |
| 7    | 2021年1月22日    | ISBN 978-4-7575-7048-1 |
| 8    | 2021年11月25日   | ISBN 978-4-7575-7601-8 |

咲日和
木吉紗、小林立（人物原案）全7卷〈GANGAN COMICS〉
| 冊數 | 史克威爾艾尼克斯 | 史克威爾艾尼克斯       |
| 冊數 | 發售日期         | ISBN                   |
| ---- | ---------------- | ---------------------- |
| 1    | 2012年3月24日    | ISBN 978-4-7575-3538-1 |
| 2    | 2012年8月25日    | ISBN 978-4-7575-3708-8 |
| 3    | 2013年12月25日   | ISBN 978-4-7575-4183-2 |
| 4    | 2015年7月25日    | ISBN 978-4-7575-4698-1 |
| 5    | 2016年3月25日    | ISBN 978-4-7575-4938-8 |
| 6    | 2016年12月24日   | ISBN 978-4-7575-5194-7 |
| 7    | 2018年3月24日    | ISBN 978-4-7575-5677-5 |

咲慕流年 the dawn of age（シノハユ the dawn of age）
小林立（原作）、（作画），已发行17卷〈BIG GANGAN COMICS SUPER〉
| 冊數 | 史克威爾艾尼克斯 | 史克威爾艾尼克斯       |
| 冊數 | 發售日期         | ISBN                   |
| ---- | ---------------- | ---------------------- |
| 1    | 2013年12月25日   | ISBN 978-4-7575-4184-9 |
| 2    | 2014年9月25日    | ISBN 978-4-7575-4423-9 |
| 3    | 2015年2月25日    | ISBN 978-4-7575-4571-7 |
| 4    | 2015年7月25日    | ISBN 978-4-7575-4699-8 |
| 5    | 2015年11月25日   | ISBN 978-4-7575-4811-4 |
| 6    | 2016年3月25日    | ISBN 978-4-7575-4920-3 |
| 7    | 2016年12月24日   | ISBN 978-4-7575-5195-4 |
| 8    | 2017年11月25日   | ISBN 978-4-7575-5531-0 |
| 9    | 2018年3月24日    | ISBN 978-4-7575-5676-8 |
| 10   | 2018年10月25日   | ISBN 978-4-7575-5890-8 |
| 11   | 2019年5月25日    | ISBN 978-4-7575-6134-2 |
| 12   | 2020年3月25日    | ISBN 978-4-7575-6571-5 |
| 13   | 2021年1月22日    | ISBN 978-4-7575-7047-4 |
| 14   | 2021年11月25日   | ISBN 978-4-7575-7590-5 |
| 15   | 2022年9月24日    | ISBN 978-4-7575-8153-1 |
| 16   | 2023年7月25日    | ISBN 978-4-7575-8683-3 |
| 17   | 2024年5月24日    | ISBN 978-4-7575-9202-5 |
| 18   | 2025年4月24日    | ISBN 978-4-7575-9817-1 |

立‐Ritz‐
小林立（原案）、大河田秀樹（漫畫）全1卷〈BIG GANGAN COMICS〉
| 冊數 | 史克威爾艾尼克斯 | 史克威爾艾尼克斯       | 東立出版社    | 東立出版社             |
| 冊數 | 發售日期         | ISBN                   | 發售日期      | ISBN                   |
| ---- | ---------------- | ---------------------- | ------------- | ---------------------- |
| 全   | 2016年3月25日    | ISBN 978-4-7575-4921-0 | 2019年3月14日 | ISBN 978-957-261-627-7 |

-Toki-
小林立（原案）、めきめき（漫畫）共8卷〈BIG GANGAN COMICS〉
| 冊數 | 史克威爾艾尼克斯 | 史克威爾艾尼克斯       | 東立出版社    | 東立出版社             |
| 冊數 | 發售日期         | ISBN                   | 發售日期      | ISBN                   |
| ---- | ---------------- | ---------------------- | ------------- | ---------------------- |
| 1    | 2016年12月24日   | ISBN 978-4-7575-5196-1 | 2019年3月14日 | ISBN 978-957-261-624-6 |
| 2    | 2017年11月25日   | ISBN 978-4-7575-5532-7 | 2020年8月20日 | ISBN 978-957-26-1625-3 |
| 3    | 2018年3月24日    | ISBN 978-4-7575-5678-2 |               |                        |
| 4    | 2018年10月25日   | ISBN 978-4-7575-5891-5 |               |                        |
| 5    | 2019年5月25日    | ISBN 978-4-7575-6135-9 |               |                        |
| 6    | 2020年3月25日    | ISBN 978-4-7575-6572-2 |               |                        |
| 7    | 2021年1月22日    | ISBN 978-4-7575-7049-8 |               |                        |
| 8    | 2021年11月25日   | ISBN 978-4-7575-7591-2 |               |                        |
| 9    | 2022年9月24日    | ISBN 978-4-7575-8154-8 |               |                        |
| 10   | 2023年7月25日    | ISBN 978-4-7575-8684-0 |               |                        |
| 11   | 2024年5月24日    | ISBN 978-4-7575-9203-2 |               |                        |
| 12   | 2025年4月24日    | ISBN 978-4-7575-9818-8 |               |                        |

### 相關書籍
- ：2009年12月8日發售、ISBN 978-4-05-404367-1
- ：2010年1月29日發售、ISBN 978-4-7575-2634-1
- ：2021年1月22日發售、ISBN 978-4-7575-7018-4

## 網路電台
自2007年5月31日至2008年1月31日。

## 动画
《天才麻將少女》於2009年4月5日在東京電視網播出，全25話，另有短篇小故事SP7话。
外傳《天才麻將少女 阿知賀篇 episode of side-A》於2012年4月8日在東京電視網播出，讲述了原村和儿时的玩伴在阿知贺高中麻将部再开后的故事。全16集，另有SP1话。日本東京電視台授權中國大陸土豆網即日播出。
《天才麻將少女 全國篇》于2014年1月5日正式在東京電視台播放，共13话。
OAD《天才麻将少女 咲日和》是由漫画家木吉纱根据小林立《天才麻将少女》的角色原案所创作的四格漫画，以OAD的形式进行动画化。共1话。

### 天才麻將少女
2008年12月宣布於2009年動畫化，2009年4月至9月間電視動畫正式播放，由GONZO第5工作室和Picture Magic負責動畫製作。

#### 制作人员
- 原作：小林立
- 監督：小野学
- 系列構成・脚本：浦畑達彦
- 角色设计＆总作画監督：佐佐木政勝
- 美術監督：松本浩樹
- 色彩設計：内林裕美
- 3D制作：SANZIGEN
- 編集：三嶋章紀
- 音響監督：鶴岡陽太
- 音樂：渡邊剛
- 动画制作：GONZO（第5工作室，第1~14話、第15話後協力制作）、PictureMagic（第15話後）
- 製作：清澄高校麻雀部（SQUARE ENIX、波麗佳音、Lantis、KlockWorx、MediaNet、創通）

#### 主題曲
片头曲
《Glossy:MMM》（第2話－第14話） ※第1話沒有片頭曲
作詞：畑亞貴，作曲、編曲：虹音，歌：橋本美雪
第1、25話作為片尾曲使用。
《bloooomin'》（第15話－第25話）
作詞、作曲、歌：Little Non，編曲：Little Non、安藤高弘
片尾曲
《奇迹世界热烈欢迎（熱烈歓迎わんだーらんど）》（第2話－第6話、第8話－第9話、第11話－第14話）
作詞：畑亞貴，作曲：福本公四郎，編曲：安藤高弘（GloryHeaven），歌：宮永咲（植田佳奈）、原村和（小清水亞美）、片岡優希（釘宮理惠）、染谷真子（白石涼子）、竹井久（伊藤靜）
20話作為插入曲使用。
《殘酷的意愿中（残酷な願いの中で）》（第7話、第10話、第16話、第18話、第22話）
作詞：畑亞貴，作曲：RINO，編曲：虹音（GloryHeaven），歌：宮永咲（植田佳奈）、原村和（小清水亞美）
《四角型的宇宙等待著喔（四角い宇宙で待ってるよ）》（第15話、第17話、第19話－第21話、第23話－第24話）
作詞：畑亞貴，作曲、編曲：木下智哉（GloryHeaven），歌：宮永咲（植田佳奈）、原村和（小清水亞美）、片岡優希（釘宮理惠）、染谷真子（白石涼子）、竹井久（伊藤靜）

#### 各話列表
| 話數   | 日文標題 | 中文標題 | 脚本     | 分鏡              | 演出     | 作畫監督                     |
| ------ | -------- | -------- | -------- | ----------------- | -------- | ---------------------------- |
| 第1局  |          | 相遇     | 浦畑達彦 | 小野学            | 小野学   | 佐佐木政勝                   |
| 第2局  |          | 勝負     | 浦畑達彦 | 小野学            | 瀨藤健嗣 | 輿石曉                       |
| 第3局  |          | 對立     | 浦畑達彦 | 祝浩司            | 祝浩司   | 杉藤早百合                   |
| 第4局  |          | 翻弄     | 浦畑達彦 | 熊澤祐嗣          | 熊澤祐嗣 | 青木美穗                     |
| 第5局  |          | 合宿     | 浦畑達彦 | 小野学            | 池畠博中 | 海堂浩幸                     |
| 第6局  |          | 開幕     | 浦畑達彦 | 片桐まろん        | 中野英明 | 西尾公伯                     |
| 第7局  |          | 傳統     | 浦畑達彦 | 瀨藤健嗣          | 瀨藤健嗣 | 藤崎賢二 山本晃宏 齋賀政樹   |
| 第8局  |          | 前夜     | 浦畑達彦 | 麦野アイス        | 木村寬   | 沈宏 菅井翔                  |
| 第9局  |          | 開眼     | 浦畑達彦 | 小美野雅彦        | 金田貞德 | 輿石曉                       |
| 第10局 |          | 初學者   | 浦畑達彦 | 小瀧礼            | 矢花馨   | 内野明雄                     |
| 第11局 |          | 惡作劇   | 浦畑達彦 | 祝浩司            | 祝浩司   | 杉藤早百合                   |
| 第12局 |          | 覺醒     | 浦畑達彦 | 吉澤俊一          | 吉澤俊一 | 南伸一郎                     |
| 第13局 |          | 微熱     | 浦畑達彦 | 池白博中          | 池白博中 | 砂川正和                     |
| 第14局 |          | 存在     | 浦畑達彦 | 中野英明          | 中野英明 | 崎山知明 川島尚              |
| 第15局 |          | 魔物     | 浦畑達彦 | 渡邊哲哉          | 渡邊哲哉 | 高乘陽子                     |
| 第16局 |          | 勾結     | 浦畑達彦 | 坂田純一          | 唐戶光博 | 輿石曉 杉藤早百合            |
| 第17局 |          | 惡夢     | 浦畑達彦 | 日高政光          | 矢花馨   | 杉本光司 菊永千里 藤原未来夫 |
| 第18局 |          | 牽繫     | 浦畑達彦 | 木村寬            | 木村寬   | JIN BACK-IN                  |
| 第19局 |          | 朋友     | 浦畑達彦 | 小野学            | 渡邊哲哉 | 小美野雅彦 椛島洋介          |
| 第20局 |          | 姊妹     | 浦畑達彦 | 田中宏紀          | 吉澤俊一 | 菅井翔 田中宏紀              |
| 第21局 |          | 追憶     | 浦畑達彦 | 比嘉直            | 比嘉直   | 南伸一郎                     |
| 第22局 |          | 約定     | 浦畑達彦 | 日高政光 山本珠代 | 金田貞德 | 水上ろんど 植田和幸          |
| 第23局 |          | 認真     | 浦畑達彦 | 祝浩司            | 祝浩司   | 清丸悟 杉藤早百合            |
| 第24局 |          | 夏日祭典 | 浦畑達彦 | 池白發中          | 池白發中 | 砂川正和                     |
| 第25局 |          | 全國大賽 | 浦畑達彦 | 小野学            | 小野学   | 佐佐木政勝                   |

#### 播放電視台

##### 日本国内
日本深夜動畫：下文記載的日本国内播放時間使用日本標準時間（UTC+9）表示。因為部分時間标识會採用30小时制，因此請留意这类超过24:00的时间，其實際播放時間為翌日清晨。
| 播放地区     | 播放电视台   | 播放日期                      | 播放时间                   | 所屬聯播網 | 備註   |
| ------------ | ------------ | ----------------------------- | -------------------------- | ---------- | ------ |
| 關東广域圏   | 东京电视台   | 2009年4月5日 - 9月27日        | 星期日 26時00分 - 26時30分 | 東京電視網 |        |
| 關東广域圏   | 东京电视台   | 2011年10月6日 - 12月29日      | 星期四 26時15分 - 26時45分 | 東京電視網 | 傑作選 |
| 愛知县       | 爱知电视台   | 2009年4月6日 - 9月28日        | 星期一 26時28分 - 26時58分 | 東京電視網 |        |
| 福岡县       | TVQ九州放送  | 2009年4月7日 - 9月29日        | 星期二 26時23分 - 26時53分 | 東京電視網 |        |
| 岡山、香川县 | 濑户内电视台 | 2009年4月8日 - 9月30日        | 星期三 25時18分 - 25時48分 | 東京電視網 |        |
| 大阪府       | 大阪电视台   | 2009年4月10日 - 10月2日       | 星期五 27時35分 - 28時05分 | 東京電視網 |        |
| 北海道       | TV北海道     | 2009年4月14日 - 10月6日       | 星期二 26時00分 - 26時30分 | 東京電視網 |        |
| 日本全域     | ShowTime     | 2009年5月1日 - 10月16日       | 星期五 18時00分 更新       | 互聯網廣播 |        |
| 日本全域     | AT-X         | 2009年5月6日 - 10月21日       | 星期三 10時00分 - 10時30分 | 衛星電視   | 有重播 |
| 滋賀縣       | 琵琶湖放送   | 2009年10月2日 - 2010年3月26日 | 星期五 26時00分 - 26時30分 | 獨立局     |        |
| 鹿兒島縣     | 鹿兒島電視台 | 2009年12月3日 - 2010年5月27日 | 星期四 26時20分 - 26時50分 | 富士電視網 |        |

##### 日本海外
台灣衛視電影台于2011年6月25日－2011年8月6日的星期六、日晚上 20:00 - 21:00播放。

### 天才麻將少女 阿知賀篇 episode of side-A
- 2011年6月發行的單行本第8集及《增刊YOUNG GANGAN》 Vol.2中提到將會製作新的電視動畫[3]。2011年10月7日發行的《YOUNG GANGAN》20號及動畫官方網站公佈「阿知賀編」將於2012年春季播放電視動畫[8]。
- 在2012年10月28日召開的《咲-Saki-》官方活動「咲-Saki-FES 四角宇宙Square Panic！」中宣布《咲-Saki- 阿知賀篇 episode of side-A》第13－15話，后来追加至16话[9]，於2012年12月[10]至2013年5月间在AT-X播出。收錄於藍光光碟中的短編動畫將於2015年3月18日發售。[11]

#### 製作人員
- 原作：小林立／「天才麻將少女」
- 漫畫作畫：（SQUARE ENIX「月刊少年GANGAN」連載）
- 監督：小野学
- 系列構成・脚本：浦畑達彦
- 角色设计＆总作画監督：佐佐木政勝
- 美術監督：松本浩樹、高須賀真二
- 編集：三嶋章紀
- 色彩設計：
- 3D制作：松浦裕曉
- 音響監督：鶴岡陽太
- 动画制作：Studio五組
- 製作：咲阿知賀篇製作委員会

#### 主題曲
片頭曲
《MIRACLE RUSH》（第2話－第12話）
作詞：，作曲：山口朗彥，歌：StylipS
第1、16話作為片尾曲使用。
《TSU・BA・SA》（第13話－第15話）
作詞 ：，作曲、編曲：山口朗彥，歌：StylipS
第13話作為片尾曲使用。
片尾曲
《Square Panic Serenade》（第2話、第5話－第7話、第12話）
作詞、作曲、編曲：ZAQ，歌：高鴨穩乃（悠木碧）、新子憧（東山奈央）、松實玄（花澤香菜）、松實宥（MAKO）、鷺森灼（內山夕實）
《Futuristic Player》（第3話－第4話、第8話－第11話、第14話－第15話）
作詞、作曲、編曲：ZAQ，歌：橋本美雪

#### 各話列表
| 話數   | 日文標題 | 中文標題 | 脚本     | 分鏡              | 演出       | 作畫監督                                                                                         |
| ------ | -------- | -------- | -------- | ----------------- | ---------- | ------------------------------------------------------------------------------------------------ |
| 第1局  |          | 邂逅     | 浦畑達彥 | 小野學            | 石黑恭平   | 杉藤早百合、沈宏、渡邊真由美 竹上貴雄、鈴木雄大、武智敏光 山本真嗣、酒井孝弘、片岡英之、關口雅浩 |
| 第2局  |          | 啟動     | 浦畑達彥 | 瀨藤健嗣          | 瀨藤健嗣   | 實原登、橋口隼人、藤原未來夫                                                                     |
| 第3局  |          | 接觸     | 浦畑達彥 | 博史池畠          | 博史池畠   | 酒井孝裕、橫松雄馬                                                                               |
| 第4局  |          | 全國大賽 | 浦畑達彥 | 石黑恭平          | 上坪亮樹   | 大田謙治                                                                                         |
| 第5局  |          | 強豪     | 浦畑達彥 | 博史池畠          | 岩田和也   | 圭史、酒井智史                                                                                   |
| 第6局  |          | 奪回     | 浦畑達彥 | 駒井一也          | 羽多野浩平 | 牛島勇二、Heo Gi Dong                                                                            |
| 第7局  |          | 信念     | 浦畑達彥 | 北條史也          | 北條史也   | 大原大、小美戶幸代、藤本真由、胡陽樹                                                             |
| 第8局  |          | 修行     | 浦畑達彥 | 石黑恭平 小野學   | 石黑恭平   | 實原登、沈宏、橋口隼人                                                                           |
| 第9局  |          | 最強     | 浦畑達彥 | 博史池畠          | 博史池畠   | 酒井孝裕、橫松雄馬                                                                               |
| 第10局 |          | 連莊     | 浦畑達彥 | 林直孝            | 野亦則行   | 大田謙治、菊池聰延                                                                               |
| 第11局 |          | 決心     | 浦畑達彥 | 北條史也 瀨藤健嗣 | 中川淳     | 小笠原聖 Seo Jung Ha、Kim Myoung Hyun                                                            |
| 第12局 |          | 約定     | 浦畑達彥 | 小野學            | 瀨藤健嗣   | 酒井孝裕、橫松雄馬、片岡英之、武智敏光 大原大、三股浩史、橋口隼人                                |
| 第13局 |          | 混戰     | 浦畑達彥 | 小野學            | 瀨藤健嗣   | 沈宏、酒井孝裕、片岡英之 橋口隼人、杉藤早百合                                                    |
| 第14局 |          | 憧憬     | 浦畑達彥 | 瀨藤健嗣 石黑恭平 | 石黑恭平   | 酒井孝裕、橫松雄馬、片岡英之 小島彰、大原大、橋口隼人                                            |
| 第15局 |          | 激化     | 浦畑達彥 | 小野學            | 瀨藤健嗣   | 沈宏、杉藤早百合、片岡英之 橋口隼人、大原大、橫松雄馬                                            |
| 第16局 |          | 軌跡     | 浦畑達彥 | 小野學            | 瀨藤健嗣   | 佐佐木政勝                                                                                       |

#### 播放電視台
日本深夜動畫：下文記載的日本国内播放時間使用日本標準時間（UTC+9）表示。因為部分時間标识會採用30小时制，因此請留意这类超过24:00的时间，其實際播放時間為翌日清晨。
| 播放地區           | 播放電視台          | 播放日期               | 播放時間                   | 所屬聯播網 | 備註             |
| 第1-12局           | 第1-12局            | 第1-12局               | 第1-12局                   | 第1-12局   | 第1-12局         |
| ------------------ | ------------------- | ---------------------- | -------------------------- | ---------- | ---------------- |
| 關東广域圏         | 东京电视台          | 2012年4月8日 - 7月1日  | 星期日 25時05分 - 25時35分 | 東京電視網 |                  |
| 日本全國           | AT-X                | 2012年4月9日 - 7月2日  | 星期一 08時30分 - 09時00分 | 衛星電視   | 有重播           |
| 愛知县             | 爱知电视台          | 2012年4月10日 - 7月3日 | 星期二 26時30分 - 27時00分 | 東京電視網 |                  |
| 北海道             | TV北海道            | 2012年4月10日 - 7月3日 | 星期二 26時30分 - 27時00分 | 東京電視網 |                  |
| 岡山、香川县       | 濑户内电视台        | 2012年4月13日 - 7月6日 | 星期五 25時53分 - 26時23分 | 東京電視網 |                  |
| 大阪府             | 大阪电视台          | 2012年4月14日 - 7月7日 | 星期六 26時25分 - 26時55分 | 東京電視網 |                  |
| 福岡县             | TVQ九州放送         | 2012年4月14日 - 7月7日 | 星期六 26時40分 - 27時10分 | 東京電視網 |                  |
| 日本全國           | 萬代頻道            | 2012年4月16日 - 7月9日 | 星期一 24時00分 更新       | 網絡電視   |                  |
| 日本全國           | Video Market        | 2012年4月16日 - 7月9日 | 星期一 24時00分 更新       | 網絡電視   |                  |
| 日本全國           | TV DOGATCH          | 2012年4月16日 - 7月9日 | 星期一 24時00分 更新       | 網絡電視   |                  |
| 日本全國           | NICONICO動畫        | 2012年4月16日 - 7月9日 | 星期一 25時00分 - 25時30分 | 網絡電視   |                  |
| 日本全國           | NICONICO頻道        | 2012年4月16日 - 7月9日 | 星期一 25時00分 更新       | 網絡電視   |                  |
| 先行放送（第13局） |                     |                        |                            |            |                  |
| 日本全國           | AT-X                | 2012年12月24日         | 星期一 23時30分 - 24時00分 | 衛星電視   | 有重播           |
| 日本全國           | NICONICO直播        | 2013年1月13日          | 星期日 24時30分 - 25時00分 | 網絡電視   |                  |
| 日本全國           | 萬代頻道            | 2013年1月13日          | 星期日 24時30分 - 25時00分 | 網絡電視   |                  |
| 日本全國           | NICONICO動畫        | 2013年1月13日          | 星期日 25時00分 更新       | 網絡電視   |                  |
| 日本全國           | 萬代頻道            | 2013年1月13日          | 星期日 25時00分 更新       | 網絡電視   |                  |
| 日本全國           | Video Market        | 2013年1月13日          | 星期日 25時00分 更新       | 網絡電視   |                  |
| 日本全國           | 東京電視台動畫劇院  | 2013年1月14日          | 星期一 更新                | 網絡電視   |                  |
| 日本全國           | Showtime            | 2013年1月15日          | 星期二 更新                | 網絡電視   |                  |
| 日本全國           | DMM.com             | 2013年1月20日          | 星期日 更新                | 網絡電視   |                  |
| 日本全國           | TSUTAYA TV          | 2013年1月20日          | 星期日 更新                | 網絡電視   |                  |
| 日本全國           | PlayStation Network | 2013年1月30日          | 星期二 更新                | 網絡電視   |                  |
| 先行放送（第14局） |                     |                        |                            |            |                  |
| 日本全國           | AT-X                | 2013年1月29日          | 星期二 19時30分 - 20時00分 | 衛星電視   | 有重播           |
| 日本全國           | NICONICO直播        | 2013年2月17日          | 星期日 24時30分 - 25時00分 | 網絡電視   |                  |
| 日本全國           | 萬代頻道            | 2013年2月17日          | 星期日 24時30分 - 25時00分 | 網絡電視   |                  |
| 日本全國           | NICONICO動畫        | 2013年2月17日          | 星期日 25時00分 更新       | 網絡電視   | 一星期內免費配信 |
| 日本全國           | 萬代頻道            | 2013年2月17日          | 星期日 25時00分 更新       | 網絡電視   | 一星期內免費配信 |
| 日本全國           | Showtime            | 2013年2月18日          | 星期一 12時00分 更新       | 網絡電視   | 一星期內免費配信 |
| 日本全國           | 東京電視台動畫劇院  | 2013年2月18日          | 星期一 更新                | 網絡電視   | 一星期內免費配信 |
| 日本全國           | Video Market        | 2013年2月20日          | 星期二 更新                | 網絡電視   |                  |
| 日本全國           | TSUTAYA TV          | 2013年2月24日          | 星期日 25時00分 更新       | 網絡電視   |                  |
| 日本全國           | hikaritv            | 2013年2月25日          | 星期一 更新                | 網絡電視   |                  |
| 日本全國           | PlayStation Network | 2013年2月27日          | 星期三 更新                | 網絡電視   |                  |
| 日本全國           | acTVila             | 2013年2月27日          | 星期三 更新                | 網絡電視   |                  |
| 日本全國           | J：COM點播          | 2013年3月1日           | 星期五 更新                | 網絡電視   |                  |
| 先行放送（第15局） |                     |                        |                            |            |                  |
| 日本全國           | AT-X                | 2013年4月2日           | 星期二 19時30分 - 20時00分 | 衛星電視   | 有重播           |
| 日本全國           | NICONICO直播        | 2013年4月14日          | 星期日 24時30分 - 25時00分 | 網絡電視   |                  |
| 日本全國           | 萬代頻道            | 2013年4月14日          | 星期日 24時30分 - 25時00分 | 網絡電視   |                  |
| 先行放送（第16局） |                     |                        |                            |            |                  |
| 日本全國           | AT-X                | 2013年5月25日          | 星期六 19時30分 - 20時00分 | 衛星電視   | 有重播           |
| 日本全國           | NICONICO直播        | 2013年6月9日           | 星期日 24時30分 - 25時00分 | 網絡電視   |                  |
| 日本全國           | 萬代頻道            | 2013年6月9日           | 星期日 24時30分 - 25時00分 | 網絡電視   |                  |
| 日本全國           | Video Market        | 2013年6月9日           | 星期日 25時00分 更新       | 網絡電視   |                  |
| 日本全國           | mottotv             | 2013年6月10日          | 星期一 12時00分 更新       | 網絡電視   |                  |
| 日本全國           | dogatch             | 2013年6月10日          | 星期一 12時00分 更新       | 網絡電視   |                  |
| 日本全國           | BEST HIT動畫        | 2013年6月10日          | 星期一 12時00分 更新       | 網絡電視   |                  |
| 日本全國           | HAPPY動畫           | 2013年6月10日          | 星期一 12時00分 更新       | 網絡電視   |                  |
| 日本全國           | Showtime            | 2013年6月10日          | 星期一 12時00分 更新       | 網絡電視   |                  |

### 天才麻將少女 全國篇
- 在2013年第21期《Young GanGan》上宣布播放動畫《天才麻將少女 全國篇》[12]，並於2014年1月5日正式在東京電視台播放。

#### 製作人員
- 原作：小林立／「天才麻將少女」
- 監督：小野學
- 助監督：瀨藤健嗣
- 系列構成・脚本：浦畑達彥
- 角色設計＆總作畫監督：佐佐木政勝
- 美術監督：松本浩樹
- 音響監督：鶴岡陽太
- 音樂：渡邊剛
- 製片人：高畑裕一郎、櫻井優香、大野亮介
- 動畫製作人：柴田知典
- 動畫製作：Studio五組
- 製作：咲全國篇製作委員會

#### 主題曲
片頭曲
《New SPARKS！》（第2話、第4話－第11話、第13話）
作詞：畑亞貴，作曲：fandelmale，編曲：酒井拓也，歌： 橋本美雪
第1話作為片尾曲使用。
片尾曲
《TRUE GATE》（第2話、第7話、第9話、第11話）
作詞：畑亞貴，作曲、編曲：酒井拓也，歌：橋本美雪
（第3話、第8話）
作詞、作曲、編曲：ZAQ，歌：宮守女子高校（小瀨川白望（長妻樹里）、愛絲琳·維休亞特（水野麻梨子）、鹿倉胡桃（豐田萌繪）、臼澤塞（佐藤利奈）、姉帶豐音（内田真禮））
（第4話、第6話、第10話）
作詞、作曲、編曲：ZAQ，歌：永水女子高校（神代小蒔（早見沙織）、狩宿巴（赤崎千夏）、瀧見春（水橋香織）、薄墨初美（辻步美）、岩戶霞（大原沙耶香））
（第5話、第12話）
作詞、作曲、編曲：ZAQ，歌：姬松高校（上重漫（伊達朱里紗）、真瀨由子（佳村遙）、愛宕洋榎（松田颯水）、愛宕絹惠（中津真莉子）、末原恭子（壽美菜子））
《Glossy：MMM》（第13話）
作詞：畑亞貴，作曲、編曲：虹音，歌：橋本美雪

#### 各話列表
| 話數   | 日文標題 | 中文標題 | 劇本     | 分鏡            | 演出       | 作畫監督                  |
| ------ | -------- | -------- | -------- | --------------- | ---------- | ------------------------- |
| 第1局  |          | 到東京   | 浦畑達彥 | 小野學          | 山本天志   | 佐佐木政勝                |
| 第2局  |          | 應援     | 浦畑達彥 | 瀨藤健嗣        | 瀨藤健嗣   | 橋口隼人                  |
| 第3局  |          | 啟動     | 浦畑達彥 | 小野學          | 玉田博     | 酒井孝裕                  |
| 第4局  |          | 東風     | 浦畑達彥 | 比嘉直          | 岩田和也   | 樋口博美、成川多加志      |
| 第5局  |          | 神鬼     | 浦畑達彥 | 名村英敏        | 大嶋博之   | 橫松雄馬、酒井孝裕        |
| 第6局  |          | 萎縮     | 浦畑達彥 | 黑崎武          | 仁昌寺義人 | 森前和也                  |
| 第7局  |          | 注目     | 浦畑達彥 | 比嘉直          | 下司泰弘   | 大田謙治                  |
| 第8局  |          | 防塞     | 浦畑達彥 | 吉澤俊一        | 吉澤俊一   | 橋口隼人、橫松雄馬 大原大 |
| 第9局  |          | 出擊     | 浦畑達彥 | 瀨藤健嗣        | 鳥羽聰     | 空流邊廣子                |
| 第10局 |          | 夥伴     | 浦畑達彥 | 山本天志        | 山本天志   | 酒井孝裕                  |
| 第11局 |          | 威脅     | 浦畑達彥 | 日高政光        | 岩田和也   | 樋口博美、高山幸二        |
| 第12局 |          | 真相     | 浦畑達彥 | 小野學          | 仁昌寺義人 | 橫松雄馬、大原大          |
| 第13局 |          | 舊友     | 浦畑達彥 | 小野學 瀨藤健嗣 | 瀨藤健嗣   | 佐佐木政勝                |

#### 播放電視台
日本深夜動畫：下文記載的日本国内播放時間使用日本標準時間（UTC+9）表示。因為部分時間标识會採用30小时制，因此請留意这类超过24:00的时间，其實際播放時間為翌日清晨。
| 播放地區       | 播放電視台   | 播放日期               | 播放時間                  | 所屬聯播網 | 備註   |
| -------------- | ------------ | ---------------------- | ------------------------- | ---------- | ------ |
| 關東廣域圈     | 東京電視台   | 2014年1月5日－4月6日   | 星期日 25時35分－26時05分 | 東京電視網 |        |
| 愛知縣         | 愛知電視台   | 2014年1月5日－4月6日   | 星期日 25時35分－26時05分 | 東京電視網 |        |
| 福岡縣         | TVQ九州放送  | 2014年1月5日－4月6日   | 星期日 26時30分－27時00分 | 東京電視網 |        |
| 大阪府         | 大阪電視台   | 2014年1月7日－4月8日   | 星期二 26時10分－26時40分 | 東京電視網 |        |
| 岡山縣、香川縣 | 瀨戶內電視台 | 2014年1月9日－4月10日  | 星期四 26時15分－26時45分 | 東京電視網 |        |
| 北海道         | 北海道電視台 | 2014年1月10日－4月11日 | 星期五 26時30分－27時00分 | 東京電視網 |        |
| 日本全國       | AT-X         | 2014年1月11日－4月12日 | 星期六 18時00分－18時30分 | 衛星電視   | 有重播 |

### 咲日和（OAD）

#### 主題曲
片頭曲
塡詞：真崎エリカ，作曲、編曲：高田曉，主唱：StylipS

片尾曲
塡詞、作曲、編曲：rino，主唱：龍門淵高中麻雀部［龍門淵透華（茅原實里）、天江衣（福原香織）、國廣一（清水愛）、井上純（甲斐田裕子）、澤村智紀（大橋步夕）］

#### 各話列表
| 日文標題 | 中文標題  | 分鏡     | 演出     | 作畫監督                     |
| -------- | --------- | -------- | -------- | ---------------------------- |
|          | 動畫之卷① | 瀨藤健嗣 | 瀨藤健嗣 | 酒井孝裕、橋口隼人、澤田謙治 |

## 真人作品
真人版同名改編連續劇及電影皆由濱邊美波主演。

### 電視劇
2016年12月起於MBS及TBS的Dramaism時段播出，全4集。2017年1月播出單篇特別篇。

#### 幕後製作
- 原作：小林立《YOUNG GANGAN》（史克威爾艾尼克斯）
- 劇本：森迅史
- 音楽：T$UYO$HI（The BONEZ）
- 麻將指導：肯尼斯德田、黑木真生、馬場裕一／巴比倫
- 片頭曲：清澄高校麻將社（濱邊美波、淺川梨奈（SUPER☆GiRLS）、廣田愛佳（私立惠比壽中學）、古畑星夏、山田杏奈）「きみにワルツ」（想與你跳支華爾茲舞）[15]
- 片尾曲：Frederic（日语：フレデリック (バンド)）「ハローグッバイ」（Hello, Goodbye）
- 製作：Dub
- 製作：VAP、AMUSE、MBS、A-Sketch、DUB、史克威爾艾尼克斯
- 導演：小沼雄一

| TBS聯播網 MBS Dramaism                     | TBS聯播網 MBS Dramaism                          | TBS聯播網 MBS Dramaism                     |
| ------------------------------------------ | ----------------------------------------------- | ------------------------------------------ |
|                                            | 咲-Saki- （2016.12.5 - 2016.12.26、2017.01.09） |                                            |
| 敬啟，民宿大人 （2016.10.24 - 2016.11.28） | 只要有北齋和飯 （2017.01.23 - 2017.03.12）      |                                            |
| TBS 週三1:11 - 1:41                        |                                                 |                                            |
| 敬啟，民宿大人 （2016.10.26 - 2016.11.30） | 咲-Saki- （2016.12.7 - 2016.12.28、2017.01.11） | 只要有北齋和飯 （2017.01.25 - 2017.03.14） |

### 電影
2017年2月上映。導演為小沼雄一，編劇為森迅史。

#### 幕後製作
- 片頭曲：清澄高校麻將社（濱邊美波、淺川梨奈（SUPER☆GiRLS）、廣田愛佳（私立惠比壽中學）、古畑星夏、山田杏奈）「きみにワルツ」（想與你跳支華爾茲舞）

### 阿知賀篇 episode of side-A
改編連續劇及電影皆由櫻田日和主演。

## CD
2007年8月24日 發售
收錄了網路電台的第1局至第5局。（沒收錄特別局）
主持人：植田佳奈（宮永咲）、小清水亞美（原村和）
嘉賓：福山潤、白石涼子、伊藤靜、藤田咲
- 「咲-Saki-」廣播劇CD

2007年第8期發表播放網路電台節目及發行廣播劇CD（2007年12月21日發售）的消息。
演出：植田佳奈（宮永咲）、小清水亞美（原村和）、釘宮理惠（片岡優希）、伊藤靜（竹井久）、白石涼子（染谷真子）、福山潤（須賀京太郎）、堀江由衣（宮永照）、小野坂昌也（宮永咲的父親）、中田讓治（原村和的父親）、藤田咲、高本惠、寺島拓篤 等等
2008年1月1日 發售
網路電台的 DJCD 第二彈。
主持人：植田佳奈（宮永咲）、小清水亞美（原村和）
嘉賓：白石涼子、中田讓治、小野坂昌也、伊藤靜

## 遊戲
- 2010年3月25日發售Sony PSP遊戲。[17][18]
- 2013年8月29日 『阿知賀篇』發售PSP遊戲。
- 2015年9月17日發售PS Vita遊戲。[19]

## 相關項目
- 海外聯播動畫

## 外部連結
- （日語）YOUNG GANGAN公式網頁的咲介紹頁。 （页面存档备份，存于）
- （日語）- Ritz Kobayashi's dreamscape （页面存档备份，存于）  - 作者個人網頁
- （日語）第一季動畫版特設網頁 （页面存档备份，存于）
- （日語）阿知賀篇動畫版特設網頁 （页面存档备份，存于）
- （日語）全國篇動畫版特設網頁 （页面存档备份，存于）
- （日語）PSP版遊戲官網
- （日語）阿知賀篇PSP遊戲官網
- （日語）テレビ東京・あにてれ　咲-Saki-，東京電視台動畫網站 （页面存档备份，存于）
- （日語）テレビ東京・あにてれ　咲-Saki- 阿知賀編 episode of side-A，東京電視台動畫網站 （页面存档备份，存于）
- （日語）テレビ東京・あにてれ　咲-Saki- 全國篇，東京電視台動畫網站 （页面存档备份，存于）
- （日語）』官網
- 咲-Saki-的X（前Twitter）